# Auguste Maquet

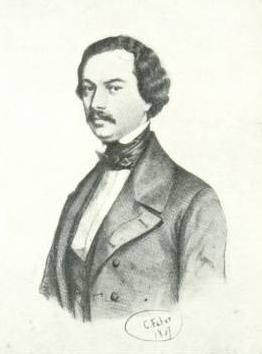
Auguste Maquet, en 1847.

Auguste Maquet (París, 13 de septiembre de 1813 - Sainte-Mesme, 8 de enero de 1888) fue un  escritor francés, conocido por ser el más famoso "negro literario" (véase escritor fantasma) con quien trabajó Alexandre Dumas (padre) en sus novelas, entre ellas El conde de Montecristo y la serie completa de Los tres mosqueteros.

## Biografía
En un principio profesor de historia, Maquet conoce a Dumas cuando un amigo decide enviar la pieza teatral del primero La Noche de Mardi Gras a Dumas, para que la reescriba. Dumas retoca la obra (la cual se retitularía como Bathilde) y se convierte en un éxito, lo mismo que ocurriría con una novela de Maquet, Le Bonhomme Buvat, que se transforma en la serie por entregas El caballero de Harmmental. En esta ocasión, el editor estimó que una obra publicada solo por Dumas era mucho más comercial que publicada por Dumas y Maquet, así que este cedió en que su nombre no apareciera en la novela a cambio de una inmensa suma.
Durante años, esta colaboración se mantuvo al comprobarse que los lectores estaban ávidos de nuevas novelas, sobre todo de tipo histórico (la novela histórica había sido puesta de moda por Walter Scott como uno de los nuevos géneros del romanticismo). La colaboración entre Dumas y Maquet prosperó en las mejores obras atribuidas al primero, destacándose las arriba mencionadas. El estilo del trabajo en equipo era siempre similar: Maquet organizaba la estructura general del argumento, y elaboraba el primer borrador. Después, Dumas quitaba, añadía (sobre todo esto último, ya que les pagaban por línea), tanto personajes como detalles, y colocaba, sobre todo, su "toque mágico", ese que hacía que sus obras se vendieran como rosquillas en toda Francia a fuerza de narrar pasiones desgarradas y enrevesadas y trepidantes y aventureras tramas. Éste era el método de trabajo que Dumas mantenía con los hasta sesenta y tres colaboradores que llegó a tener, habiéndolo comparado muchos con la labor de un maestro en un taller de pintura, que solo aporta la pincelada genial al final del cuadro, mientras el grueso del trabajo lo realizan los ayudantes. De hecho, para que veamos lo difundido que se hallaba el rumor acerca del auténtico modo de escribir de Dumas, sirve la anécdota de cuando Dumas padre le preguntó a Alexandre Dumas (hijo),"¿Has leído mi nueva novela?", a lo cual él le contestó: "Sí. ¿La has leído tú?".
Luego los beneficios se repartían, aunque siempre caían más del lado de la bolsa de Dumas. De hecho, a Maquet no le debió parecer muy cómoda la situación, ya que en 1851, después de diez años de colaboración, se separaron de manera no amistosa. Varios años antes, Dumas, al ser interpelado sobre la supuesta autoría de sus obras por parte de negros literarios, había reconocido orgulloso la colaboración con varios autores, e hizo pública la lista de novelas hechas en colaboración con Maquet. Maquet se fundaría en estas revelaciones para, en un juicio, solicitar lo que creía el dinero que se le debía por su trabajo. No obstante, el juez determinó que si bien buena parte del grueso del trabajo de escritura y documentación histórica era de Maquet, la adquisición del "color" final era la de Dumas, y, por tanto, falló a favor del demandado. A partir de su separación, Maquet probó fortuna de manera individual en el teatro sin éxito, pero también la calidad de las obras de Dumas empezó a mermar.
Pese a que Dumas ganó mucho más dinero a lo largo de su vida que Maquet, su tendencia a dilapidarlo hizo que el primero muriera pobre y, el segundo, rico.

## Obra

### Con Dumas
Trabajó con Dumas para la creación de dieciocho novelas:
- Le Chevalier d'Harmental (1843), originalmente Bonhomme Buvat), traducida al español como El caballero de Harmental o Los conspiradores.
- Sylvandire (1843; basada en Les Mémoires de Madame la Marquise de Fresne, de Gatien de Courtilz de Sandras)
- Une fille du Régent (1845)
- Los tres mosqueteros (1844)
- El conde de Montecristo (1844)
- Veinte años después (1845)
- La Guerre des femmes (1845)
- La reina Margot (1845)
- Le Chevalier de Maison-Rouge (1845)
- La dame de Monsoreau (1845)
- Les Quarante-Cinq (1847)
- Le Bâtard de Mauléon (1847)
- Les Mémoires d'un Médecin:Joseph Balsamo (1848)
- Le Vicomte de Bragelonne (1848–1850)
- The Queen's Necklace (1850)
- The Black Tulip (1850)
- Olympe de Clèves (1852)
- Ange Pitou (1853)
- Ingénue (1853)
- Bathilde (obra, 1839; originalmente, Soir de carnaval)

## Familia
Sus hermanos menores Héctor y Charles crearon Maison Maquet, fabricante y proveedora de artículos de papelería y de piel de lujo.